# 沃利亞 (亞沃里夫區)
50°7′40″N 23°24′38″E / 50.12778°N 23.41056°E
沃利亞（烏克蘭語：Воля），是烏克蘭的村落，位於該國西部利沃夫州，由亞沃里夫區負責管轄，始建於1641年，面積0.25平方公里，海拔高度261米，2001年人口112，人口密度每平方公里440.94人。